# Biskupići (Visoko, BiH)
Biskupići su naseljeno mjesto u gradu Visokom, Federacija Bosne i Hercegovine, BiH.
Nalazi se sjeverozapadno od Visokog, uz rijeku Bosnu. Mjesto je gdje je pronađena Kulin banova ploča, koja je nekada bila dijelom crkve čija je lokacija nepoznata.

## Stanovništvo

### 1991.
Nacionalni sastav stanovništva 1991. godine, bio je sljedeći:
ukupno: 250
- Srbi - 212
- Muslimani - 23
- Hrvati - 4
- Jugoslaveni - 10
- ostali, neopredijeljeni i nepoznato - 1

### 2013.
Nacionalni sastav stanovništva 2013. godine, bio je sljedeći:
ukupno: 338
- Bošnjaci - 291
- Srbi - 4
- ostali, neopredijeljeni i nepoznato - 43